# Semion Kirlian
Semion Davidovitch Kirlian (en russe : Семён Давидович Кирлиан ; 20 février 1898 - 4 avril 1978) est un technicien russe d'origine arménienne. Il est essentiellement connu pour avoir inventé, avec sa femme Valentina, enseignante et journaliste, le procédé dit photographie Kirlian (ou effet Kirlian) qui porte son nom depuis 1939.
Ce procédé est souvent évoqué comme la matérialisation sur cliché de l'aura humaine, part immatérielle du « corps énergétique », pour certains thérapeutes orientaux et occidentaux qui travaillent à rééquilibrer ce champ d'énergie. Il a depuis été démontré que le halo lumineux présent autour des objets photographiés est dû à l'effet corona.
Le travail de Kirlian a influencé de nombreuses personnes, notamment le photographe Emmanuel Heredia, ainsi que Georges Hadjo et Moskovakis qui ont publié des ouvrages sur leurs propres recherches, sans obtenir de financement des pouvoirs publics.

## Premières années
Kirlian est né en 1898 à Ekaterinodar (désormais Krasnodar) de parents arméniens. Il développa rapidement un intérêt et des capacités pour tout ce qui touche à l'électricité. Juste avant la révolution russe de 1917, Kirlian se rendit dans sa ville à une conférence de Nikola Tesla durant laquelle des démonstrations étaient effectuées ; Tesla est l'un des prédécesseurs de Kirlian dans le domaine de la photographie utilisant l'effet corona. Durant les années 1930, Kirlian travaille en tant qu'électricien à Krasnodar, près de la côte est de la mer Noire dans le sud de la Russie — à l'époque République socialiste fédérative soviétique de Russie (RSFS de Russie), faisant partie de l'Union des républiques socialistes soviétiques. Il épousa Valentina Khrisanovna en 1930.

## Premières découvertes
En 1939 Kirlian a acquis la réputation d'être la meilleure ressource locale pour réparer les équipements électriques. Il était appelé régulièrement afin de régler ou réparer les différents appareils des scientifiques et laboratoires de la région. Cette année-là, il fut témoin d'une démonstration d'un appareil d'électrothérapie à haute fréquence d'Arsène d'Arsonval. Il remarqua qu'il y avait un petit flash de lumière entre les électrodes de la machine et la peau du patient, et se demanda s'il serait capable de le photographier (Kirlian n'était pas le premier à être témoin de ce phénomène, bien que le besoin de l'étudier et de le photographier semble émaner originellement de lui). En expérimentant avec un équipement similaire, il remplaça le verre des électrodes par des substituts métalliques afin de prendre des photographies en lumière visible ; au prix de sévères brûlures électriques, il parvint à prendre une inhabituelle et surprenante photographie d'une apparente décharge d'énergie autour de sa propre main.

## Développement de la Photographie Kirlian
Durant les dix années suivantes, il développa et perfectionna avec l'aide de sa femme ce qu'on appelle désormais le système de photographie Kirlian.
Ils utilisèrent un oscillateur à hautes fréquences ou générateur d'étincelles, allant de 75 kHz à 200 kHz. Ils prirent des photos sans utiliser d'appareil photo, juste en utilisant le courant électrique et du film photographique. Les Kirlian dépassèrent alors le stade de la photographie statique, pour développer un filtre optique qui leur permettait d'être témoins du phénomène en temps réel. Ils virent des feux d'artifice miniatures de lumière et de couleur chatoyer autour de leurs mains.
Petit à petit, l'activité des Kirlian commença à attirer l'attention des scientifiques. Les Kirlian prirent de nombreuses photos de feuilles de différentes plantes ; en 1949, ils déterminèrent ainsi que la photographie Kirlian pouvait détecter des maladies naissantes de plantes qui n'étaient pas détectables autrement. Durant la même année, les Kirlian déposèrent un brevet russe sur leur « méthode de photographie utilisant les courants hautes fréquences ». En expérimentant plus en avant sur eux-mêmes, les Kirlian obtinrent les premiers résultats montrant que la photographie Kirlian pourrait fournir un indice de la santé physique d'une personne, et pourrait mettre en lumière les points d'acupuncture du corps humain.[réf. nécessaire]

## Reconnaissance mondiale
Ce n'est que dans les années 1960 cependant que les efforts des Kirlian attirèrent une reconnaissance mondiale et un soutien officiel. Un journaliste populaire écrivit une série d'articles dans des journaux et des magazines sur la photographie Kirlian. Les Kirlian obtinrent une rente et on leur fournit un appartement confortable et un laboratoire bien équipé à Krasnodar. Leur première publication scientifique sur la photographie Kirlian a été publié en 1961 dans le Journal de la photographie appliquée et scientifique (russe). Des scientifiques de différents institutions de l'Union Soviétiques furent envoyés pour travailler sur la photographie Kirlian à partir de 1962.